# Campionato europeo di Formula 2 1984
La stagione 1984 del Campionato europeo di Formula 2 fu disputata su 11 gare. Furono protagonisti 13 differenti team, 32 differenti piloti, 8 differenti telai e 2 differenti motori. La serie venne vinta dal pilota neozelandese Mike Thackwell su Ralt RH6/84-Honda. La stagione fu l'ultima del campionato, che venne sostituito dal Campionato europeo di Formula 3000 l'anno seguente.

## La pre-stagione

### Calendario
| Gara | Nome                                                | Circuito                             | Giri | Lunghezza           | Data         |
| ---- | --------------------------------------------------- | ------------------------------------ | ---- | ------------------- | ------------ |
| 1    | Marlboro / Daily Express BRDC International Trophy  | Circuito di Silverstone              | 47   | 47x4,719=221,793 km | 1º aprile    |
| 2    | Deutschland Trophäe Jim Clark Gedächtnisrennen      | Hockenheimring                       | 30   | 30x6,797=203,910 km | 8 aprile     |
| 3    | BARC 200 P & O Ferries Jochen Rindt Memorial Trophy | Circuito di Thruxton                 | 55   | 55x3,792=208,560 km | 23 aprile    |
| 4    | Gran Premio di Roma                                 | Autodromo Vallelunga                 | 65   | 65x3,2=208,0 km     | 13 maggio    |
| 5    | Gran Premio del Mugello Trofeo Banca Toscana        | Autodromo Internazionale del Mugello | 42   | 42x5,245=220,290 km | 19 maggio    |
| 6    | Gran Premio di Pau                                  | Circuito di Pau                      | 73   | 73x2,834=206,882 km | 11 giugno    |
| 7    | Rhein Pokalrennen                                   | Hockenheimring                       | 30   | 30x6,837=205,100 km | 24 giugno    |
| 8    | Gran Premio dell'Adriatico                          | Autodromo Santamonica, Misano        | 58   | 58x3,488=202,304 km | 22 luglio    |
| 9    | Gran Premio del Mediterraneo                        | Autodromo di Pergusa                 | 45   | 45x4,95=222,75 km   | 29 luglio    |
| 10   | Donington 5000 Derby Evening Telegraph Trophy       | Circuito di Donington Park           | 70   | 70x3,150=220,50 km  | 27 agosto    |
| 11   | Daily Mail Trophy                                   | Circuito di Brands Hatch             | 50   | 50x4,206=210,300 km | 23 settembre |

## Risultati e classifiche

### Risultati
| Gara | Circuito             | Tempo      | Velocità     | Pole position    | GPV            | Vincitore        | Vettura    |
| ---- | -------------------- | ---------- | ------------ | ---------------- | -------------- | ---------------- | ---------- |
| 1    | Silverstone          | 1'01:04.11 | 217.890 km/h | Roberto Moreno   | Mike Thackwell | Mike Thackwell   | Ralt-Honda |
| 2    | Hockenheim           | 1'01:43.63 | 198.216 km/h | Michel Ferté     | Mike Thackwell | Roberto Moreno   | Ralt-Honda |
| 3    | Thruxton             | 1'03:11.78 | 197.99 km/h  | Mike Thackwell   | Mike Thackwell | Mike Thackwell   | Ralt-Honda |
| 4    | Vallelunga           | 1'15:59.41 | 164.232 km/h | Mike Thackwell   | Mike Thackwell | Mike Thackwell   | Ralt-Honda |
| 5    | Circuito del Mugello | 1'13:38.89 | 179.466 km/h | Christian Danner | Mike Thackwell | Mike Thackwell   | Ralt-Honda |
| 6    | Pau                  | 1'29:39.73 | 134.826 km/h | Mike Thackwell   | Mike Thackwell | Mike Thackwell   | Ralt-Honda |
| 7    | Hockenheim           | 1'02:20.22 | 196.27 km/h  | Mike Thackwell   | Mike Thackwell | Pascal Fabre     | March-BMW  |
| 8    | Misano               | 1'08:15.71 | 177.82 km/h  | Roberto Moreno   | Roberto Moreno | Mike Thackwell   | Ralt-Honda |
| 9    | Pergusa-Enna         | 1'08:55.21 | 193.92 km/h  | Mike Thackwell   | Mike Thackwell | Mike Thackwell   | Ralt-Honda |
| 10   | Donington            | 1'16:32.37 | 172.84 km/h  | Mike Thackwell   | Mike Thackwell | Roberto Moreno   | Ralt-Honda |
| 11   | Brands Hatch         | 1'09:11.39 | 171.426 km/h | Roberto Moreno   | Roberto Moreno | Philippe Streiff | AGS-BMW    |

### Classifica Piloti
| Punti | 9 | 6 | 4 | 3 | 2 | 1 |

Contano i migliori nove risultati.
| Posizione | Nome                 | Paese          | Team                         | Telaio  | Motore | Regno Unito (bandiera) | Germania (bandiera) | Regno Unito (bandiera) | Italia (bandiera) | Italia (bandiera) | Francia (bandiera) | Germania (bandiera) | Italia (bandiera) | Italia (bandiera) | Regno Unito (bandiera) | Regno Unito (bandiera) | Punti Totali |
| --------- | -------------------- | -------------- | ---------------------------- | ------- | ------ | ---------------------- | ------------------- | ---------------------- | ----------------- | ----------------- | ------------------ | ------------------- | ----------------- | ----------------- | ---------------------- | ---------------------- | ------------ |
| 1         | Mike Thackwell       | Nuova Zelanda  | Ralt Racing Ltd.             | Ralt    | Honda  | 9                      | 6                   | 9                      | 9                 | 9                 | 9                  | -                   | 9                 | 9                 | 3                      | -                      | 72           |
| 2         | Roberto Moreno       | Brasile        | Ralt Racing Ltd.             | Ralt    | Honda  | 6                      | 9                   | -                      | 6                 | -                 | 4                  | -                   | -                 | 6                 | 9                      | 4                      | 44           |
| 3         | Michel Ferté         | Francia        | Martini Racing France/Oreca  | Martini | BMW    | 4                      | 4                   | -                      | 3                 | 6                 | -                  | 4                   | -                 | 2                 | -                      | 6                      | 29           |
| 4         | Philippe Streiff     | Francia        | Team AGS                     | AGS     | BMW    | -                      | 2                   | 4                      | -                 | -                 | 6                  | -                   | 6                 | -                 | -                      | 9                      | 27           |
| 5         | Christian Danner     | Germania Ovest | PMC Motorsport/BS Automotive | March   | BMW    | -                      | 1                   | 6                      | 4                 | 4                 | 3                  | -                   | 1                 | -                 | 4                      | -                      | 23           |
| 6         | Thierry Tassin       | Belgio         | Onyx Racing                  | March   | BMW    | 3                      | -                   | 2                      | -                 | 2                 | -                  | 6                   | 3                 | -                 | 2                      | -                      | 18           |
|           | Emanuele Pirro       | Italia         | Onyx Racing                  | March   | BMW    | 1                      | 3                   | 3                      | -                 | 3                 | -                  | -                   | -                 | 1                 | 6                      | 1                      | 18           |
| 8         | Pascal Fabre         | Francia        | PMC Motorsport/BS Automotive | March   | BMW    | 2                      | -                   | -                      | 2                 | -                 | -                  | 9                   | -                 | -                 | -                      | -                      | 13           |
| 9         | Pierre Petit         | Francia        | Onyx Racing                  | March   | BMW    | -                      | -                   | -                      | -                 | -                 | 1                  | 2                   | 4                 | 3                 | -                      | -                      | 10           |
| 10        | Alessandro Nannini   | Italia         | Minardi                      | Minardi | BMW    | -                      | -                   | -                      | -                 | -                 | -                  | 3                   | -                 | 4                 | -                      | 2                      | 9            |
| 11        | Didier Theys         | Belgio         | Martini Racing France/Oreca  | Martini | BMW    | -                      | -                   | 1                      | 1                 | 1                 | -                  | -                   | -                 | -                 | -                      | -                      | 3            |
|           | Thomas Kaiser        | Svezia         | PMC Motorsport/BS Automotive | March   | BMW    | -                      | -                   | -                      | -                 | -                 | -                  | -                   | -                 | -                 | -                      | 3                      | 3            |
| 13        | Alain Ferté          | Francia        | Martini Racing France/Oreca  | Martini | BMW    | -                      | -                   | -                      | -                 | -                 | 2                  | -                   | -                 | -                 | -                      | -                      | 2            |
|           | Guido Daccò          | Italia         | San Remo Racing              | March   | BMW    | -                      | -                   | -                      | -                 | -                 | -                  | -                   | 2                 | -                 | -                      | -                      | 2            |
| 15        | Roberto del Castello | Italia         | Minardi                      | Minardi | BMW    | -                      | -                   | -                      | -                 | -                 | -                  | 1                   | -                 | -                 | -                      | -                      | 1            |
|           | Pierre Chauvet       | Austria        | EMCO Sports                  | March   | BMW    | -                      | -                   | -                      | -                 | -                 | -                  | -                   | -                 | -                 | 1                      | -                      | 1            |